# Miracavira brillians
Miracavira brillians là một loài bướm đêm thuộc họ Noctuidae. Nó được tìm thấy ở Bắc Mỹ, bao gồm Arizona.
Sải cánh dài khoảng 37 mm.
Ấu trùng ăn Ptelea trifoliata.